# St.-Salvator-Kathedrale

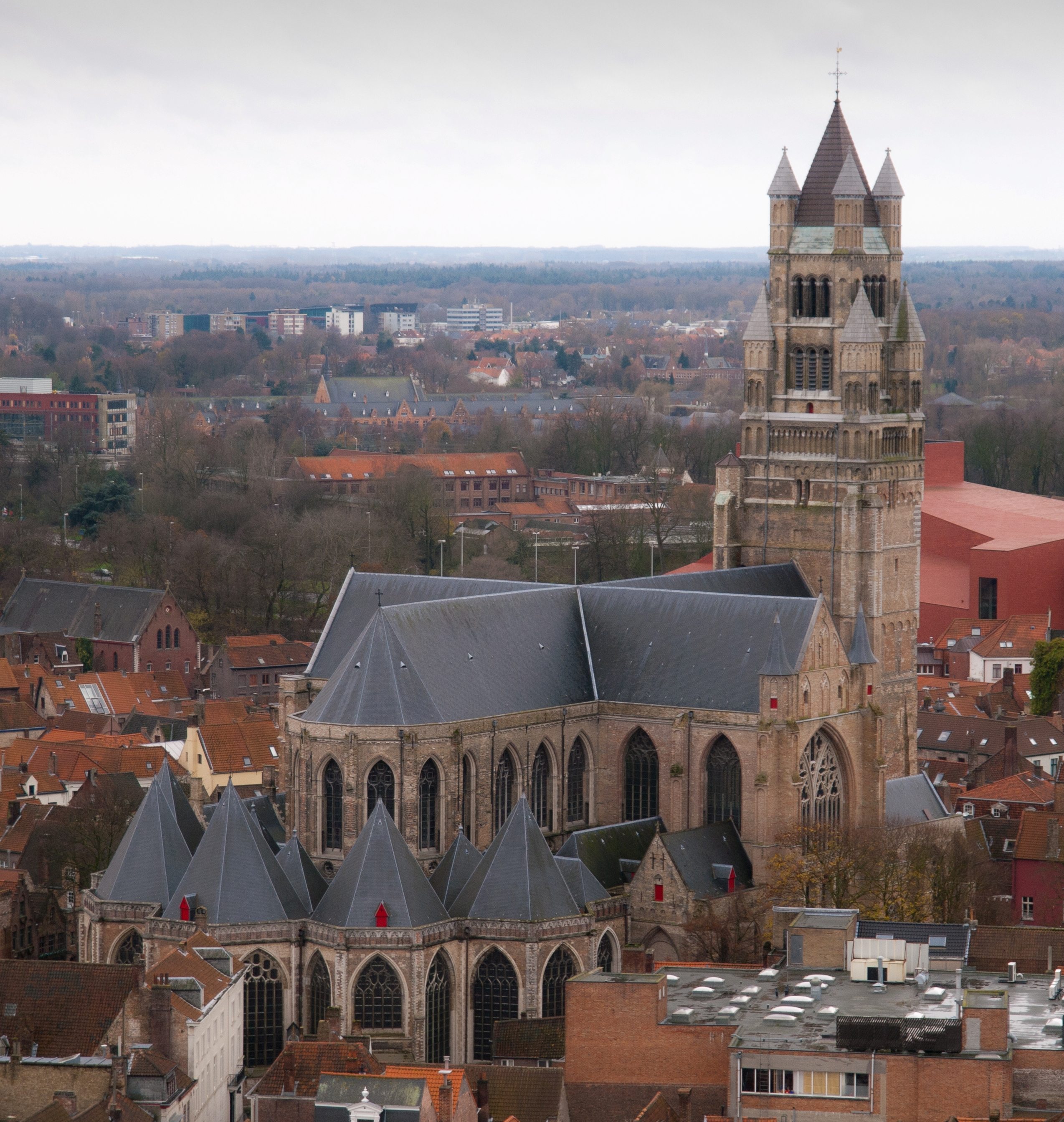
Kathedrale St. Salvator

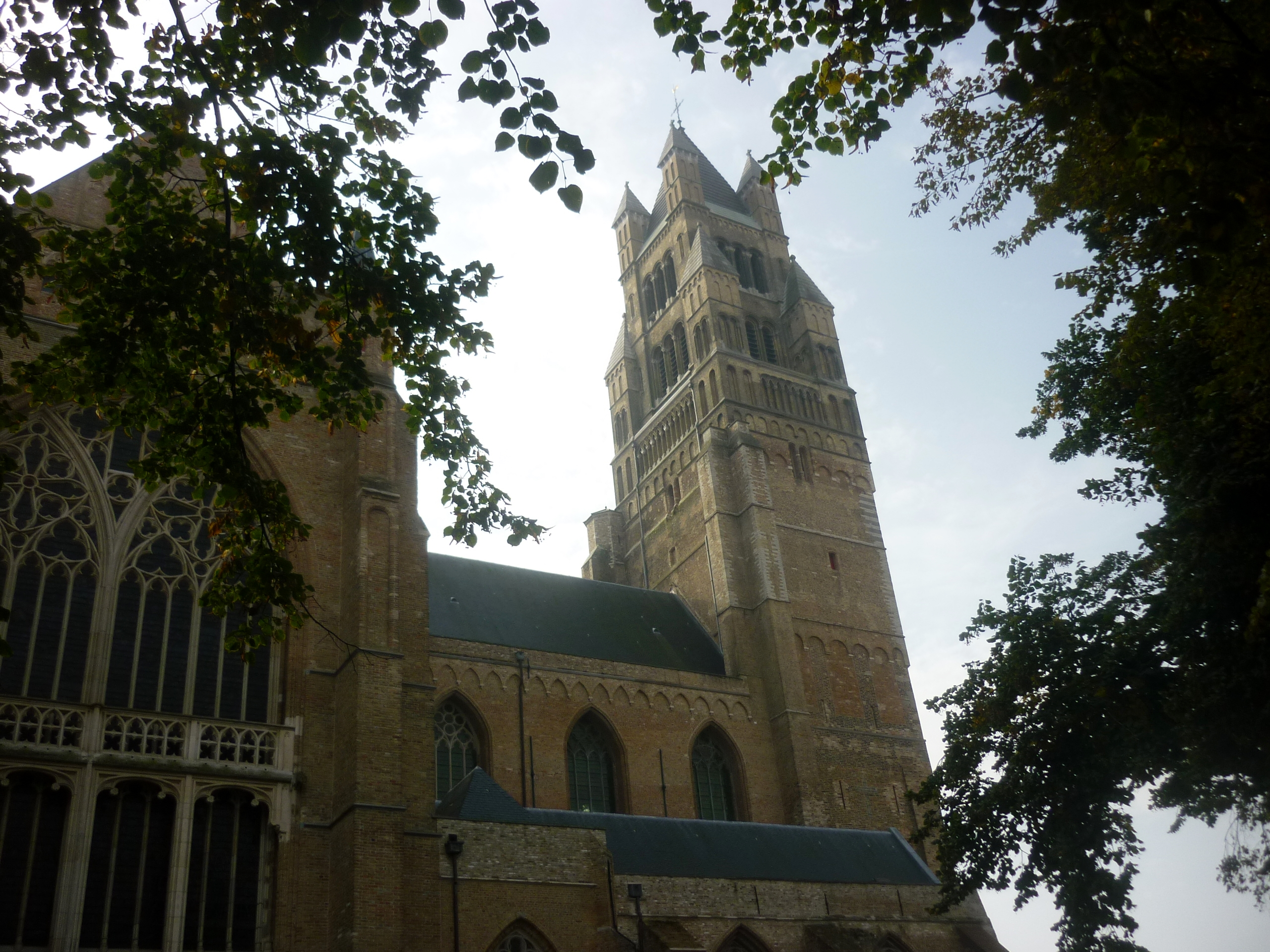
Turm und Langhaus

Die St.-Salvator-Kathedrale in der belgischen Stadt Brügge ist die Bischofskirche des römisch-katholischen Bistums Brügge seit dessen Wiederbegründung 1834. Zuvor war sie Pfarr- und Kollegiatstiftskirche. Aus seiner jahrhundertelangen Baugeschichte umfasst dieses Bauwerk der flämischen Backsteingotik Formen der Scheldegotik, der Hochgotik (Brabanter Gotik), aber auch der Neugotik und Neuromanik.
Als Kathedrale löste St. Salvator („Heilandskirche“) die während der Französischen Revolution abgebrochene Sint-Donaaskathedraal des ersten Bistums Brügge (1559–1801) ab. Von ihr erhielt sie die Reliquien und das Nebenpatrozinium des heiligen Donatian von Reims.
Die Salvatorkathedrale ist eine überwiegend aus gelbem Backstein errichtete gotische dreischiffige Basilika mit einem schmalen Querhaus in der Mitte zwischen den vier Langhaus- und den vier Chor-Jochen. Die Apsis umgeben ein Chorumgang und ein Kranz von fünf Kapellen.

## Baugeschichte

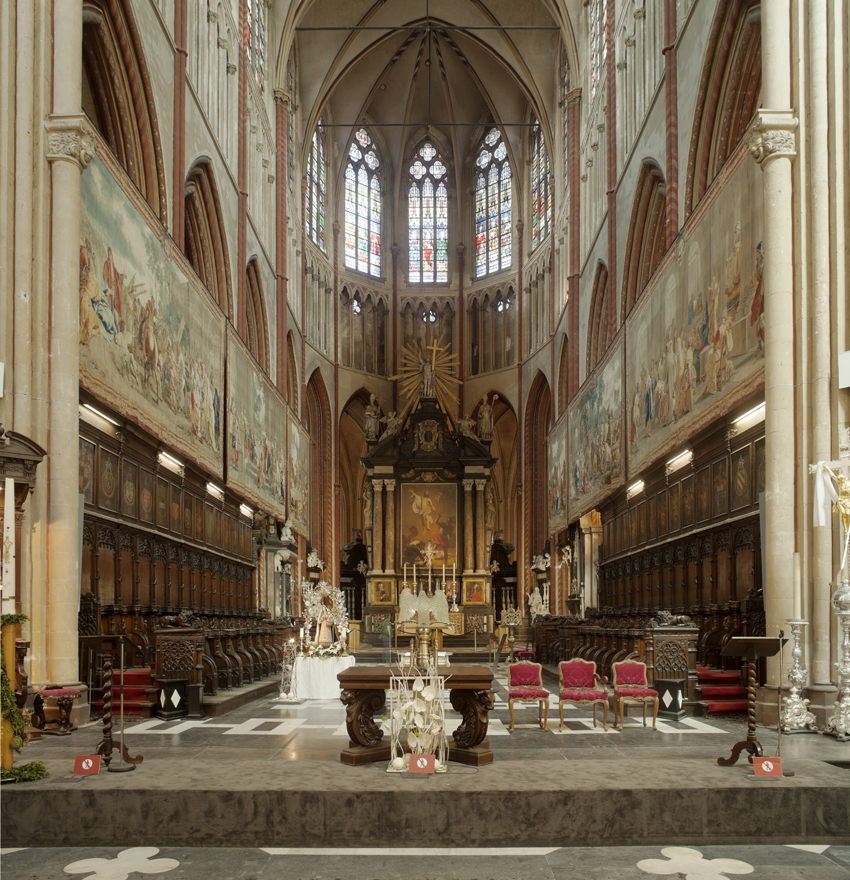
Blick in den Chor

Vom romanischen Vorgängerbau blieben nur die Fundamente des Westturms (1116–1127) und sein Untergeschoss (um 1200). Um 1280 begann man, angeregt vom 1242 bis 1255 neu errichteten Chor der Kathedrale in Tournai einen Neubau in den Formen der Scheldegotik, jedoch im Wesentlichen aus Backstein, und allerdings deutlich hellerem als beim St.-Jans-Hospital und der Tuchhalle unter dem Belfried. Das Querhaus und die ersten drei Joche des Chors gehören noch dem 13. Jahrhundert an, das Langhaus folgte zu Beginn des 14., aber erst ab 1480 entstanden das polygonale Chorhaupt im 5/10-Schluss mit dem Chorumgang. Auch sein Kapellenkranz, am Außenbau durch fünf markante Kegeldächer besonders auffällig, war bis 1527 vollendet. Zunächst war der Kirchenraum wie bei vielen Kirchen in Flandern mit hölzernen Tonnengewölben gedeckt. Im Langhaus wurden sie um 1635 durch gemauerte Kreuzrippengewölbe ersetzt, im Chor sogar erst 1738/1739. Trotz dieser wechselvollen und durch mehrere Brände unterbrochenen Geschichte bietet der Innenraum ein überraschend einheitliches und klares Erscheinungsbild. Nachdem die Salvatorkirche die des Hl. Donatian 1834 als Bischofskirche abgelöst hatte, wurde 1844–1846 der Turmaufbau neuromanisch erneuert und erst 1877 entstand die ebenfalls in neuromanischen Formen gehaltene Türmchenlandschaft an seiner Spitze.

## Ausstattung (Auswahl)

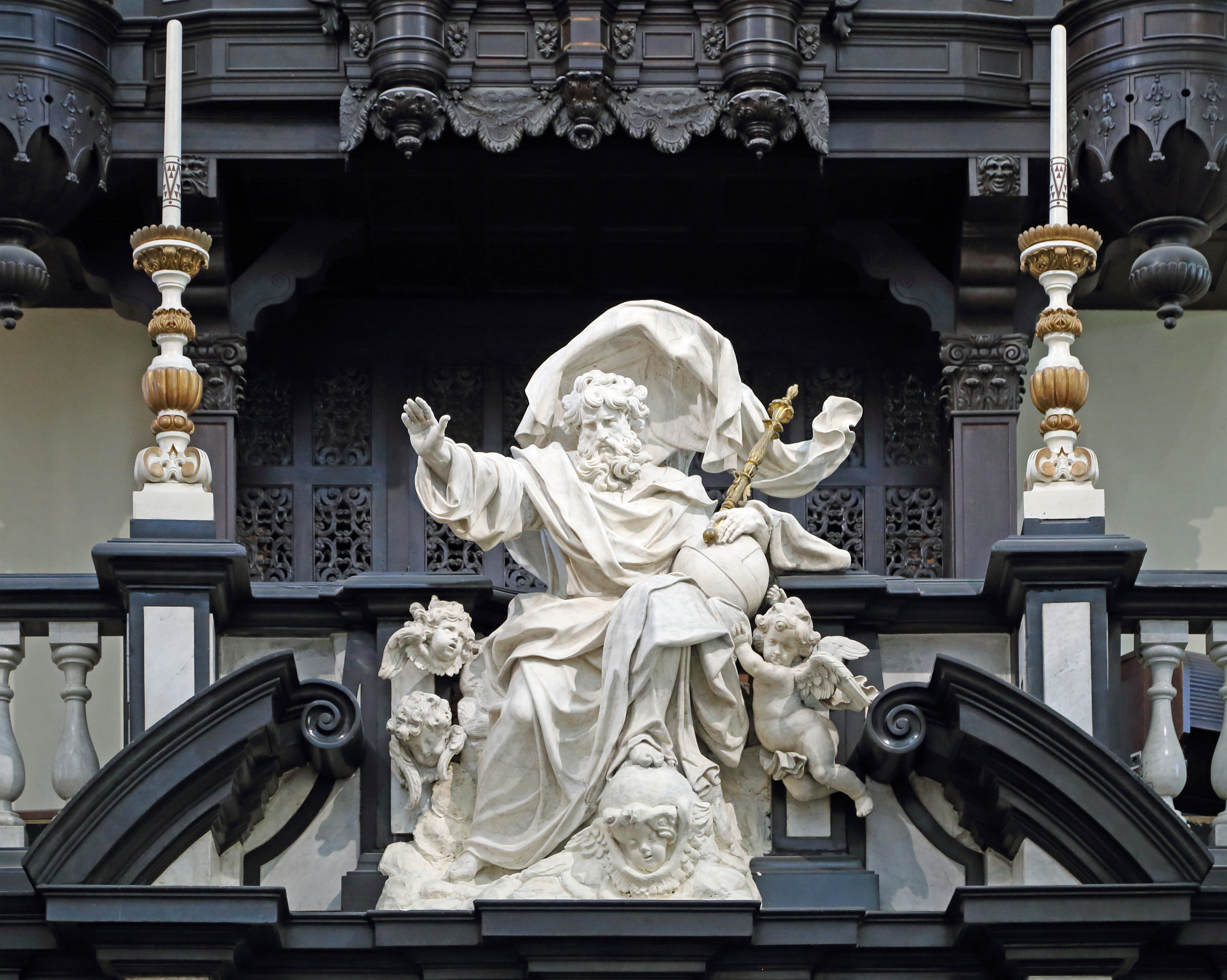
A. Quellinus: Gottvater, 1682

Die Ausstattung wurde im 17. Jahrhundert im Barockstil erneuert – der Hochaltar 1638–1642 –, nachdem die alte Einrichtung im Achtzigjährigen Krieg während eines calvinischen Zwischenspiels (1580–1584) vollständig zerstört worden war.
Die Kirche besitzt zahlreiche Gemälde, die bedeutendsten sind in das angeschlossene Museum verbracht worden. Die Wandmalereien sind von 1875 und auch die Glasfenster stammen aus dem späten 19. Jahrhundert.
Über dem Chorgestühl aus dem 15. Jahrhundert wurden 1478 24 messingene Wappen der Ritter vom Goldenen Vlies angebracht, aus Anlass der 13. Versammlung dieses Ordens, der 1430 in Brügge gegründet worden war und die vornehmsten burgundischen Adligen vereinte. In der Zone darüber hängen acht Gobelins nach Kartons von Jan van Orley, ausgeführt 1731 in Brüssel.
Die 1682 vollendeten Skulpturen an den gleichzeitigen Chorschranken, die 1935 von ihrer ursprünglichen Position zwischen Chor und Kirchenschiff an die Orgelempore versetzt wurden, gehören zu den Hauptwerken des Artus Quellinus II. Der flämische Barockbildhauer zeigt in der bewegten Gestalt Gottvaters, seiner expressiven Geste und dem rauschenden Faltenwurf deutlich den Einfluss Berninis, dessen Werke Quellinus 1674 in Rom kennen gelernt hatte. Das bemerkenswerte Gittertor aus Messing darunter schuf 1726 ein Silberschmied aus Antwerpen. Der geschnitzte Bildschmuck des Orgelprospektes stammt aus der Entstehungszeit des Instruments (1717–1719), man erkennt seitlich den harfespielenden König David und die Hl. Cäcilie mit ihrem Portativ, in der Mittelbekrönung einen dirigierenden Engel.

## Museum
In das Museum der Kathedrale wurden zahlreiche weitere Ausstattungsstücke verbracht: Schreine, Reliquiare und andere Goldschmiedearbeiten aus dem Kirchenschatz, Paramente, Skulpturen u. a. Unter den Gemälden sind herauszuheben: Kalvarienberg vom Altar der Gerberzunft, um 1390; Dirk Bouts: Martyrium des Hl. Hippolyt, gegen 1475. Den linken Altarflügel mit Stifterbild dazu malte Hugo van der Goes; Pieter Pourbus: Lamm Gottes, 1559.

## Orgel
Jacob van Eynde baute 1717–1719 eine Orgel auf einen barocken Lettner, der den Chor vom Kirchenschiff trennte. Das Hauptwerk zeigte zum Schiff, das Positiv zum Chor. Dieses Instrument wurde mehrfach umgearbeitet, bis die Firma Klais 1935 einen kompletten Umbau vornahm, das Instrument auf die Empore an der Westwand der Kirche versetzte  und um zwei Pedaltürme erweiterte. Das Instrument hat 60 Register auf drei Manualen und Pedal.
| I Positiv/Unterwerk C–g3 |        |
| Hohlflöte                | 8′     |
| Prestant                 | 4′     |
| Flöte                    | 4′     |
| Oktav                    | 2′     |
| Terz                     | 1 3⁄5′ |
| Quinte                   | 1 ⁄3′  |
| Stemmeke                 | 1′     |
| Cimbel II                |        |
| Vulwerk III              |        |
| Kromhoorn                | 8′     |
| Gedeckt                  | 8′     |
| Gemshoorn                | 4′     |
| Nazard                   | 2 ⁄3′  |
| Woudfluit                | 2′     |
| Mixtuur III              |        |
| Schalmei                 | 8′     |

| II Hauptwerk C–g3 |       |
| Gedeckt           | 16′   |
| Prestant          | 8′    |
| Roerfluit         | 8′    |
| Gamba             | 8′    |
| Oktaaf            | 4′    |
| Fluit             | 4′    |
| Nazard            | 2 ⁄3′ |
| Oktaaf            | 2′    |
| Nachthoorn        | 2′    |
| Sesquialter II    |       |
| Vulwerk IV        |       |
| Scherp III        |       |
| Cornet V          | 8′    |
| Pommer            | 16′   |
| Trompet           | 8′    |
| Klaroen           | 4′    |

| III Schwellwerk C–g3 |     |
| Roergedekt           | 8′  |
| Grote Fluit          | 8′  |
| Gamba                | 8′  |
| Zweving              | 8′  |
| Kwintadeen           | 8′  |
| Principaal           | 4′  |
| Dwarsfluit           | 4′  |
| Oktaaf               | 2′  |
| Echocornet III-V     |     |
| Cimbel II            |     |
| Dulciaan             | 16′ |
| Trompet              | 8′  |
| Hobo                 | 8′  |

| Pedal C–f1      |         |
| Principaal      | 16′     |
| Gedekt          | 16′     |
| Zachtbas        | 16′     |
| Kwint           | 10 2⁄3′ |
| Oktaaf          | 8′      |
| Fluit           | 8′      |
| Oktaaf          | 4′      |
| Gedekt          | 4′      |
| Cimbel II       |         |
| Ruispijp III-IV |         |
| Bazuin          | 16′     |
| Trompet         | 8′      |
| Schalmei        | 4′      |

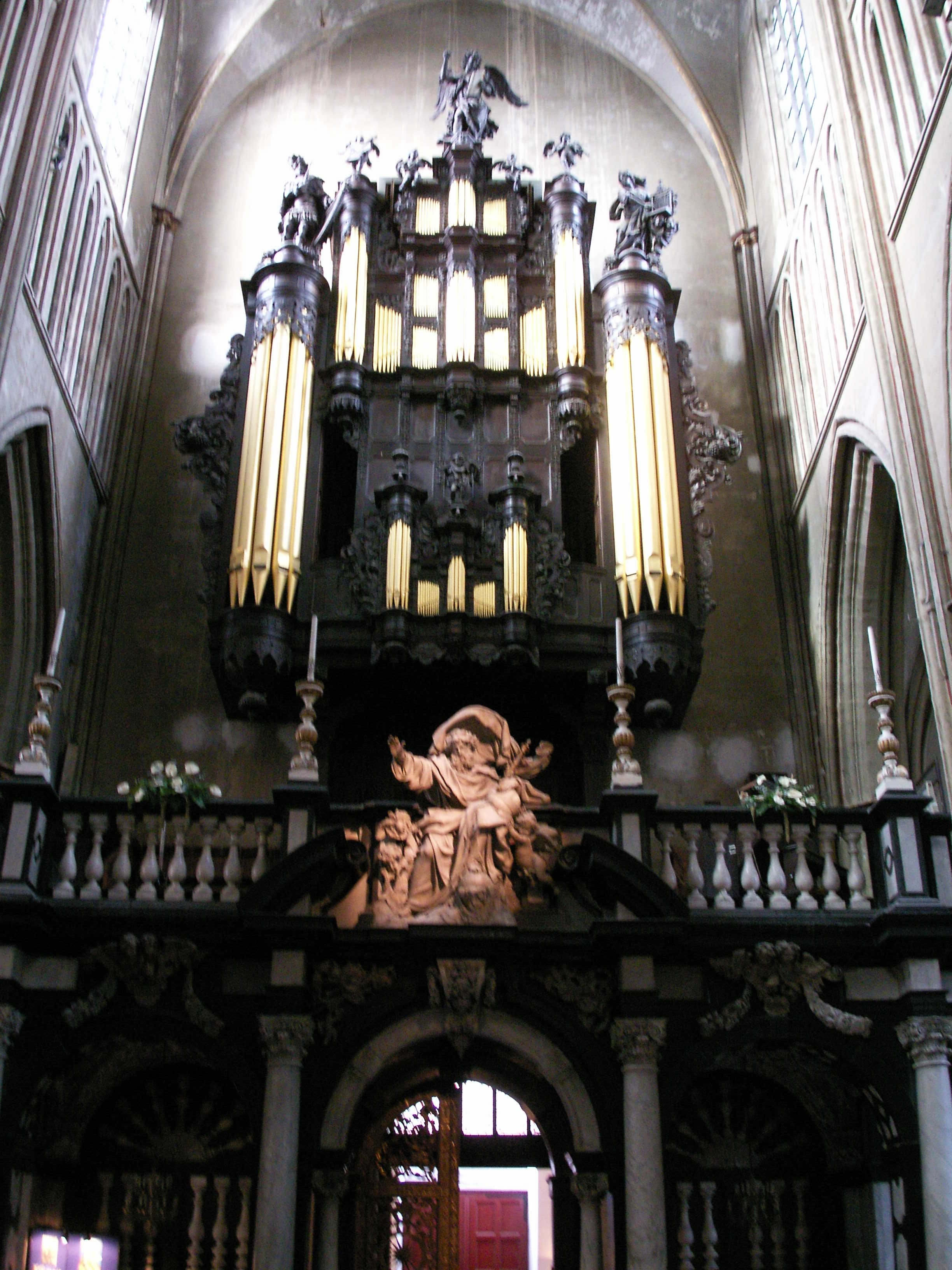
Orgelprospekt

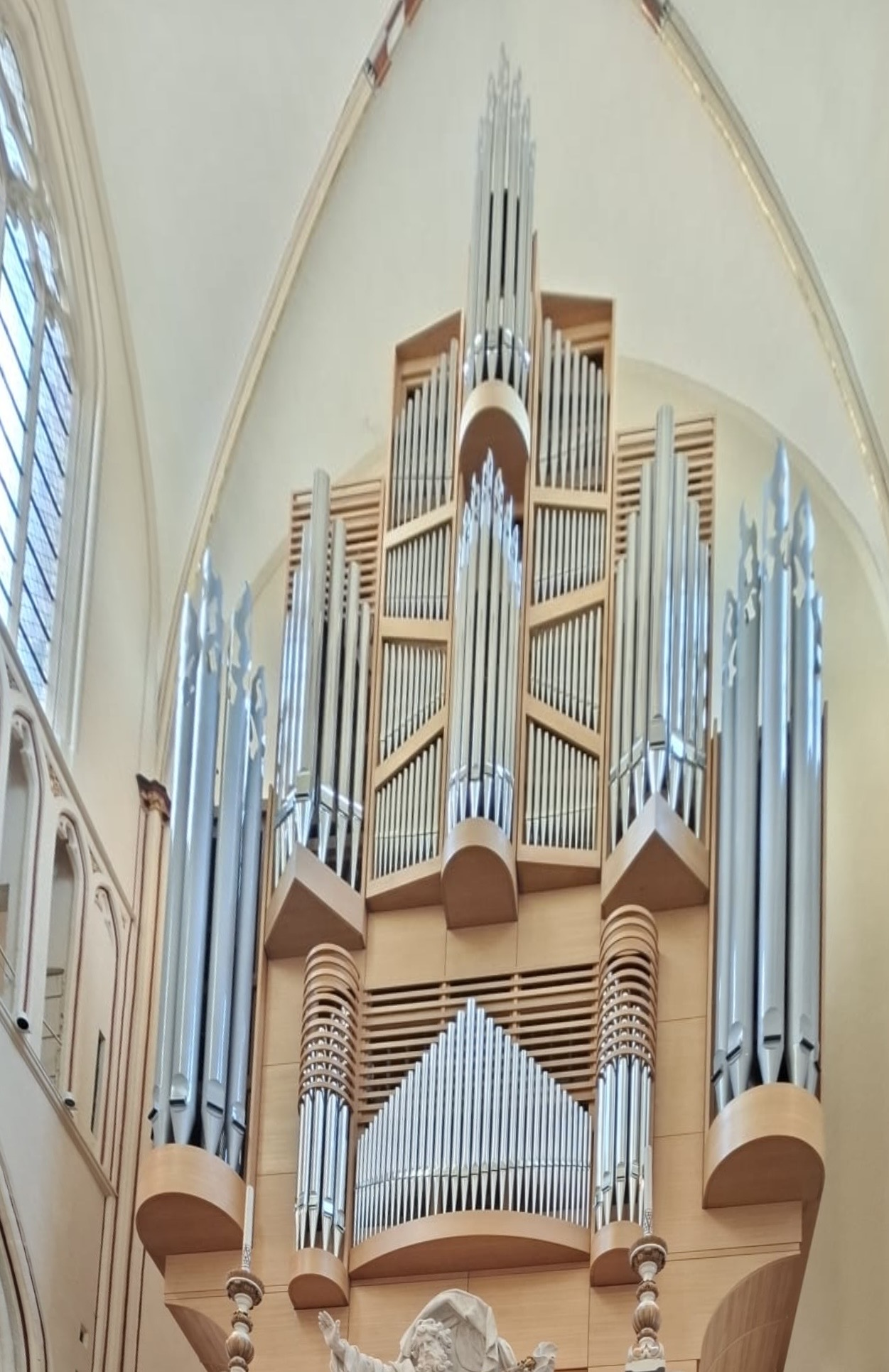
Orgel 2025

- Koppeln: I/II, III/I, III/II, I/P, II/P, III/P; II/II I/II, III/II, III/III als Suboktavkoppeln.

## Glocken
Im Turm hängen vier Glocken, von denen aber nur die drei großen zusammen das Geläute der Kirche bilden. Die Tabelle gibt einen Überblick.
| Glocke | Name           | Gießer                                   | Gussjahr | Schlagton |
| ------ | -------------- | ---------------------------------------- | -------- | --------- |
| 1      | Salvatorglocke | Causard Slégers, Tellin                  | 1904     | A°        |
| 2      | Eligiusglocke  | Adrien Causard, Tellin                   | 1869     | H° (B°)   |
| 3      | Marienglocke   | Petitfour (& Chicot), Arbot (Frankreich) | 1847     | cis′      |
|        |                |                                          |          |           |
| 4      | Johannesglocke | Marcel Michiels Jr., Tournai             | 1961     | a′        |